# Rustenhart
Rustenhart – miejscowość i gmina we Francji, w regionie Grand Est, w departamencie Górny Ren.
Według danych na rok 1990 gminę zamieszkiwało 665 osób, a gęstość zaludnienia wynosiła 54 osób/km² (wśród 903 gmin Alzacji Rustenhart plasuje się na 377. miejscu pod względem liczby ludności, natomiast pod względem powierzchni na miejscu 184.).